# Ариешу де Падуре (Марамуреш)
Ариешу де Падуре (рум. Arieșu de Pădure) насеље је у Румунији у округу Марамуреш у општини Сатулунг. Oпштина се налази на надморској висини од 216 m.

## Становништво
Према подацима из 2002. године у насељу је живело 247 становника, од којих су сви румунске националности.